# Elang Mahkota Teknologi
PT Elang Mahkota Teknologi Tbk (znane jako Emtek) – indonezyjski konglomerat działający w branży technicznej, telekomunikacyjnej i mediowej. Przedsiębiorstwo zostało założone w 1983 roku, a jego siedziba mieści się w stolicy kraju – Dżakarcie. Należy do największych przedsiębiorstw mediowych w kraju.
Jest większościowym akcjonariuszem firmy mediowej Surya Citra Media, która jest m.in. operatorem stacji telewizyjnych SCTV i Indosiar.